# Castell de Voltregà
El Castell de Voltregà és un castell del municipi de les Masies de Voltregà (Osona) declarat bé cultural d'interès nacional.
Es troba en la frau que continua vers el Grau de Sobremunt, la Miranda i el mas Serratosa, a migjorn de la coneguda com Capella de Sant Martí Xic. Tenia un terme jurisdiccional que abastava els actuals municipis de Masies de Voltregà (on es troba l'edificació), Sant Hipòlit de Voltregà, Santa Cecília de Voltregà i Sobremunt.

## Història
Les primeres notícies del castell es remunten al 902, quan una dona anomenada Sabrosa, vengué a Bel·ló i a Eguisanna la setena part d'una casa amb cort, situada a l'apèndix del castell de Voltregà, al terme de la vila d'Orriols. El 944 i el 969 apareix documentada la Guàrdia del castell de Voltregà. El domini eminent era en mans dels comtes de Barcelona i el comte Ramon Borrell donà aquest castell a la seva muller Ermessenda de Carcassona formant part d'un lot de castells que eren la dotació nupcial. Aquesta dama l'empenyorà al seu fill Berenguer Ramon I el 1023. També fou donat el 1107 pel comte Ramon Berenguer III al Bernat III, comte de Besalú en morir el qual, sense descendència, el castell retornà al patrimoni dels comtes de Barcelona.
El 1055, l'escala feudal era complicada: Els comtes de Barcelona, el bisbe de Vic, el senescal dels comtes, Sal·la de Voltregà i Arnau Argemir. Els principals feudataris eren els bisbes de Vic i el senescal del comte de Barcelona, Amat Elderic d'Orís el qual adquirí un gran patrimoni de nou castells, entre els quals el de Voltregà que passà al seu fill Pere Amat. Posteriorment, els castells passaren a la família Gurb-Queralt. El 1121, Berenguer Bernat de Queralt prestà homenatge al comte Ramon Berenguer III per Voltregà i altres castells. El 1196, Sibil·la de Queralt en el seu testament deixava Voltregà al seu fill Berenguer III de Queralt, entre altres castells. En estroncar-se aquesta família, els bisbes de Vic recuperarien el domini. La família Montcada aparegué ostentant la possessió del castell. Així, el 1291, l'infant Pere reconeixia que la seva promesa, Guilleuma de Montcada li aportava com a dot aquest castell juntament amb molts d'altres. El 1294, el bisbe de Vic Ramon d'Anglesola requerí a l'infant Pere Homenatge pels castells d'Orís, Solterra i Voltregà. Morta Guilleuma sense descendència, el castell s'incorporarà a la baronia de Montcada la qual s'incorporà a la corona. Uns nous senyors, els vescomtes de Cabrera, adquiriren el mer imperi i vengueren el castell al ciutadà de Vic Andreu Barrat l'any 1329. El 1351 havia passat al vescomte de Cabrera Bernat III que, el 1358, declarava tenir el castell de Voltregà amb tota la jurisdicció alta i baixa, pau i guerra i host i cavalcada. El 1370, el castell de Voltregà fou venut al bisbat de Vic que en fou senyor fins a l'abolició dels senyorius jurisdiccionals al segle xix.
Durant una part de la guerra entre la Generalitat (1462-72) i el rei Joan II, el castell estigué amb les forces de la Generalitat. Al final de la guerra estava enderrocat i segurament no es reconstruí més.

## Descripció
Les poques restes del castell que es conserven se situen al cim d'un turó, a migjorn de la coneguda com Capella de Sant Martí Xic. La planta del castell està adaptada a la topografia, molt irregular, on destaca una punta mirant a sud-oest. Al bell mig del recinte, que hauria estat emmurallat, se situaria una estança de planta rectangular. Aquesta, a sobre del punt més alt del turó, assenyalaria l'entrada d'un passadís o mina, que segons la tradició, portava fins a Sorreigs.
Els murs apareixen fets de carreuons desbastats, units amb morter de calç, disposats en filades irregulars, molt malmeses per les arrels. Només al recinte superior l'aparell assoleix una certa regularitat.
Als peus del recinte del castell es troba l'església de Sant Martí Xic. Aquesta és d'una sola nau, amb absis semicircular, amb portal adovellat i finestra d'una esqueixada al mur de migdia. L'interior conserva un arc toral al centre de la nau i un l'altre que la separa del presbiteri. Abans de la restauració del 1984, l'església presentava un gran forat al mur de tramuntana i un altre a l'absis, i s'havia perdut la teulada i el campanar d'espadanya. La restauració va arreglar els murs i va recuperar els elements perduts.